# Hakon Josephsson
Herman Hakon Josephsson, född 7 maj 1899 i Göteborgs mosaiska församling, död 5 maj 1984 i Oscars församling i Stockholm, var en svensk företagsledare. Han var son till grosshandlaren Erik Josephsson och Sigrid Heineman (vars syster var gift med Herman Josephson).

## Biografi
Hakon Josephsson tog examen vid Göteborgs handelsinstitut 1918, bedrev såväl merkantila studier som språkstudier i London, Paris och Berlin 1920–1925 varefter han var avdelningschef på Nordiska Kompaniet i Stockholm 1925–1929. Han blev disponent vid Husmoderns varuhus på Drottninggatan 46 i Stockholm 1929 och avancerade till VD där i samband med att han köpte företaget 1932. I samband med flytt av Husmoderns varuhus 1955 till Klarabergsgatan 35 ändrades namnet till Modehuset Claire där  Josephsson var VD till nedläggningen 1957.
Han var styrelseledamot i Drottninggatan förening i Stockholm och revisor i Manufakturhandlarnas förening.
Josephsson var från 1928 till sin död gift med Britt Löfgren (1902–1984).